# 蛛形环肋螺
蛛形环肋螺（学名：Plectotropos araneatela）为巴蜗牛科环肋螺属的动物，是中国的特有物种。分布于四川、云南、贵州等地，生活环境为陆地，多见于农田附近草丛中、住宅附近阴暗潮湿处、公园花卉根部土壤以及石块下。